# Sophie Dewaele
Sophie Dewaele (Ieper, 3 december 1973) is een Belgisch presentatrice op radio en televisie.

## Carrière
Aan de Rijksuniversiteit Gent studeerde Dewaele filosofie. Daarna ging ze werken bij de regionale televisiezender WTV, Radio 2 Oost-Vlaanderen, waar ze omroepster was op TV1 van 1997 tot 2003. In die periode presenteerde ze ook mee Vlaanderen Vakantieland en maakte ze reportages voor De Rode Loper. Bij de radio was ze intussen doorgeschoven naar Radio Donna.
In 2003 verliet ze de VRT. Ze ging aan de slag als persattaché en woordvoerster van UGent, haar Alma Mater. In 2004 maakte ze de overstap naar VIJFtv.
In 2008 was ze een aflevering in de running in de quiz De Slimste Mens ter Wereld.
Sinds 2009 vervangt Sophie Dewaele geregeld Tess Goossens in het programma Heartbeats op radiozender JOE fm. Begin 2011 onderging de trekking van de spelen van de Nationale Loterij op Eén een restyling en Sophie Dewaele stond in voor de presentatie, tot midden 2019 beslist werd om verder te gaan zonder presentator.

### Privé
Ze had een relatie met televisiemanager Erik Strieleman. Naar aanleiding van hun relatie verliet hij de televisie om weer bij de radio aan de slag te gaan. Ze huwden in 1999. In 2002 beviel ze van een tweeling. Over de zorg voor haar jonge kinderen en haar postnatale depressie schreef ze in 2005 een boek Alles in het dubbel. Een tweede boek Droom van een moeder over de combinatie gezin en carrière volgde in 2007. In 2008 scheidde ze van haar echtgenoot.